# Ulica Wodna w Poznaniu
Ulica Wodna – ulica w Poznaniu na Starym Mieście, na osiedlu Stare Miasto biegnąca od Starego Rynku w kierunku wschodnim. W średniowieczu nosiła nazwę Wodna (platea aquatica), do 1919: Wasserstrasse, 1919–1939: Wodna (Butelska), 1939-1945: Wasserstrasse, od 1945: Wodna. W ciągu ulicy zlokalizowana była Brama Wodna stanowiąca element murów miejskich. Nazwa wywodzi się od kierunku, w którym biegła – ku Warcie.

## Historia
W okresie przed lokacją Poznania na lewym brzegu Warty, na terenie ulicy znajdowało się wczesnośredniowieczne cmentarzysko szkieletowe, które jest datowane na drugą połowę X i początek XI wieku (odkryto tu 10 pochówków). 
Po lokacji miasta w 1253 obszar początkowo nie uległ szybkiej zabudowie. Wzdłuż ulicy płynęła odnoga Warty wykorzystywana jako fosa fortyfikacji średniowiecznych. Z istniejącej Bramy Wodnej nie dochowały się żadne fragmenty. W XIII wieku przeprowadzono jednak pierwsze niwelacje terenu, obniżając go o około jeden metr. Dynamiczny okres rozwoju Poznania od drugiej połowy XIV do końca XV wieku zaowocował, początkowo drewnianą, zabudową ulicy. W końcu XV wieku trakt otrzymał drewnianą nawierzchnię. W XVI wieku przeprowadzono dalsze, znaczące niwelacje, a w XVIII wieku założono drewniany wodociąg. W początku XX wieku położono dwie warstwy bruku.
W okresie średniowiecznym ulicę zamieszkiwali rzemieślnicy: w części bliższej murom miejskim spożywcy – piekarze, piwowarzy i rzeźnicy, a w części bliższej Rynkowi i centralnej – krojownicy sukna. W tej części mieszkali też kramarze i szlachta.
W 1845 ulica była główną areną rozruchów religijnych.

## Obiekty
W okresie dwudziestolecia międzywojennego przy ulicy działały różne przedsiębiorstwa. Pod numerem dwunastym funkcjonowała Ceramika z artykułami gospodarstwa domowego, a pod szesnastym, jeszcze przed I wojną światową, centrala spedycyjna Karola Hartwiga. Na narożniku Garbar kamienicę posiadał kupiec Antoni Leitgeber, budowniczy konstrukcji żelaznych, polski działacz narodowy, z pochodzenia Bamber. W 1833 jego syn Józef założył w tym miejscu sklep kolonialny. Przy ulicy istniała do 1871 pierwsza w Poznaniu pensja dla dziewcząt prowadzona przez Teklę Hartwigową, a w Pałacu Górków czynna była Szkoła Ludwiki.

## Transport
Od 1902 ulicą przebiegał jednokierunkowy odcinek torowiska tramwajowego, który wraz z przeciwbieżnym w ulicy Wielkiej zastąpił wcześniejszą linię z ulicy Woźnej, którą wówczas zlikwidowano. W 1955 tramwaje wycofano ze Starego Rynku i okolic.